# Glem
Glem (pronunciato /ɡleːm/) è un insediamento (naselje) di 44 abitanti, della municipalità di Capodistria della regione statistica Carsico-litoranea della Slovenia.

## Storia
L'area faceva tradizionalmente parte della regione storica dell'Istria, ora invece è inglobata nella regione Carsico-litoranea (Obalna-kraška).